# Список атак Сполучених Штатів на сирійський уряд під час громадянської війни в Сирії
Нижче розташований список атак Сполучених Штатів, спрямованих проти сил, які належать або пов'язані з сирійським урядом під час громадянської війні в Сирії. За винятком ракетного удару 7 квітня 2017, заявлялося, що всі інші атаки були здійснені задля захисту Демократичних сил Сирії і Революційної армії коммандос в Аль-Танфі.
Також завдавалися смертельні атаки, які, за твердженням США, були випадковими, і в результаті яких було вбито 106 урядових солдатів.

## Список атак
| Дата            | Місце                                       | Замітки |
| --------------- | ------------------------------------------- | --- |
| 17 вересня 2016 | Біля аеродрому «Дайр-ез-Заур», Дайр-ез-Заур | Внаслідок 37 авіаударів коаліції США та їх союзників було вбито 90—106 та поранено 110 солдатів Збройних сил Сирії. Сполучені Штати сказали, що передбачуваною метою були бойовики Ісламської Держави і атака на сирійських військових сталася через невірну ідентифікацію наземних сил, тоді як сирійська та російська влада стверджували, що це був навмисний напад на сирійські війська. Атака викликала «дипломатичний вогонь» з Росією, яка скликала екстрене засідання Ради Безпеки ООН. Пізніше, сирійський уряд скасував угоду про припинення вогню, котра була результатом місячних інтенсивних дипломатичних зусиль урядів США та Росії. |
| 7 квітня 2017   | Авіабаза «Шайрат», захід провінції Хомс     | Президент США Дональд Трамп наказав провести бомбардування проти сирійського уряду у відповідь на хімічну атаку на Хан-Шейхун 4 квітня. Сполучені Штати попередили союзника Сирії, Росію, стосовно атаки, що дозволило уряду перемістити більшість літаків з авіабази. 9—20 літаків було знищено, а також вбито 7—9 солдатів, включаючи генерала. |
| 18 травня 2017  | Аль-Танф, схід провінції Хомс               | Літак США здійснили авіаудари по транспортним засобам, включаючи танк і бульдозер, що належали проурядовим бойовикам, котрі створювали бойові позиції в зоні деконфліктизації Аль-Танф. Було знищено 2 танки та вбито вісьмох солдатів. |
| 6 червня 2017   | Аль-Танф, схід провінції Хомс               | Літак США здійснив обстріл 60+ солдатів, танку, артилерії, зенітної зброї та військових технічних засобів проурядових сил, які увійшли до зони деконфліктизації Аль-Танф. Ця атака вбила невідому кількість солдатів та знищила дві артилерійські од., зенітну установку і танк. |
| 8 червня 2017   | Аль-Танф, схід провінції Хомс               | Американський F-15E збив сирійський дрон, а інший літак знищив два військових пікапи, що належали проурядовим силам, які близько підійшли до проамериканських бійців в Аль-Танфі. |
| 18 червня 2017  | Джаадін, східний південь провінції Ракка    | Американський FA-18E/F збив сирійський Су-22 після того, як той нібито здійснив бомбардування позицій бійців ДСС в Джаадіні. Сирійська армія заявила, що літак виконував місію проти бойовиків Ісламської Держави. |
| 20 червня 2017  | Аль-Танф, схід провінції Хомс               | Американський F-15E збив сирійський дрон «Шахід-129», який просувався в напрямку проамериканських бійців в Аль-Танфі. |
| 7 лютого 2018   | Хішам, центр провінції Дайр-ез-Заур         | Сполучені Штати провели ряд авіаударів, щоб відбити атаку проурядових бойовиків (підтримувану танками та артилерією) проти штаб-квартири ДСС, в якій на той час перебували службовці коаліції. За повідомленнями, один боєць ДСС отримав поранення в бою проти 500 проурядових бойовиків, з яких більше 100 було вбито. |
| 10 лютого 2018  | Аль-Табіят, центр провінції Дайр-ез-Заур    | Американський дрон MQ-9 Reaper знищив танк Т-72, який належав проурядовим силами і розташовувався біля родовища газу в місті Аль-Табіят. Хоча сам танк не проявляв активності, обстріли позицій ДСС та коаліції здійснювали інші елементи формування. |
| 14 квітня 2018  | Дамаск, Хомс                                | У відповідь на застосування режимом Башара Асада хімічної зброї проти цивільного населення у місті Дума 7 квітня 2018 року коаліція у складі США, Великої Британії та Франції завдала року низку ракетних ударів по військових об'єктах в Сирії. |